# Margattea phryne
Margattea phryne är en kackerlacksart som först beskrevs av Robert Walter Campbell Shelford 1909.  Margattea phryne ingår i släktet Margattea och familjen småkackerlackor. Inga underarter finns listade i Catalogue of Life.